# Qatars damlandslag i fotboll

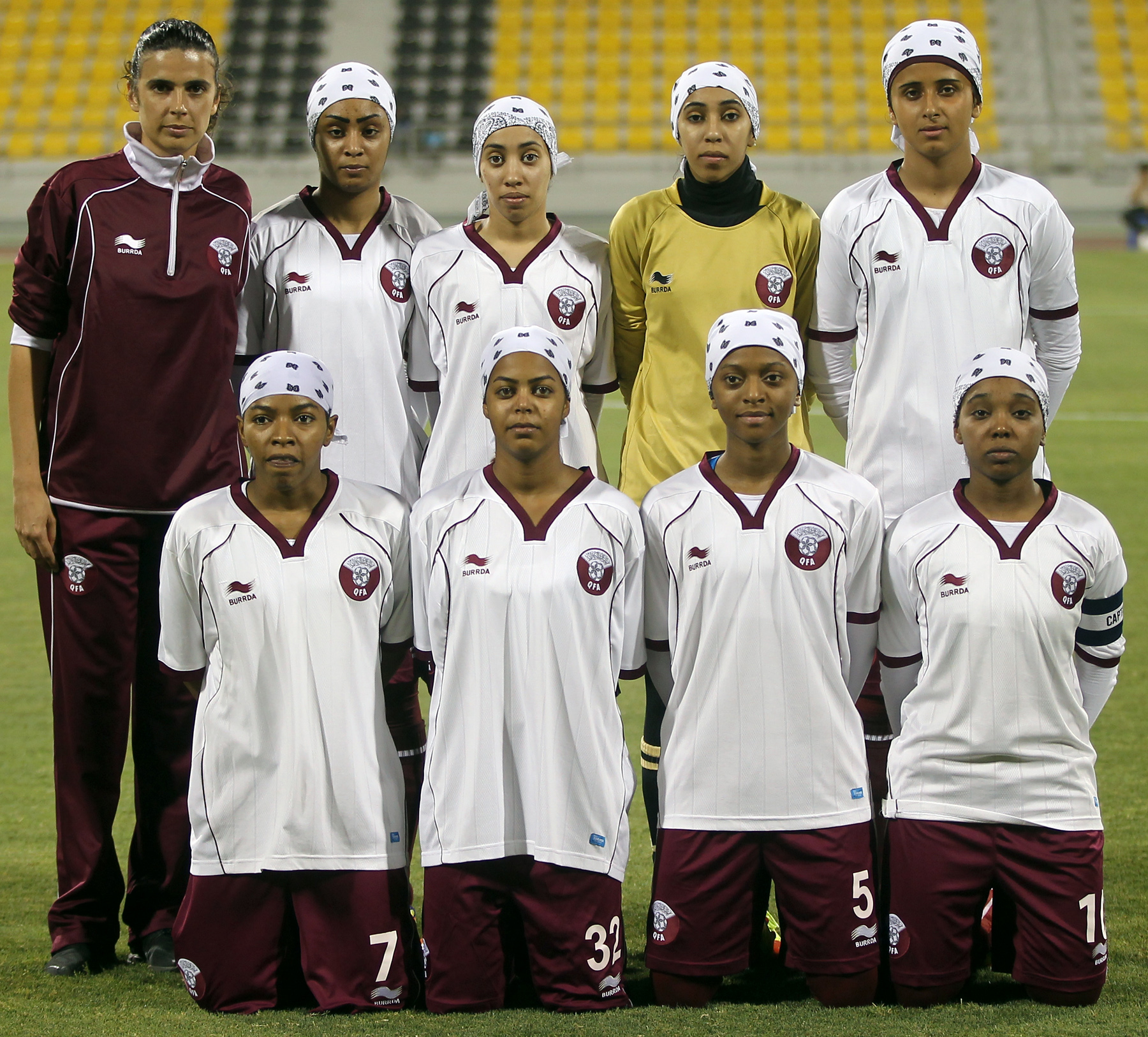
Qatars damlandslag inför en vänskapsmatch mot Kuwait 2012.

Qatars damlandslag i fotboll representerar Qatar i fotboll på damsidan. Dess förbund är Qatars fotbollsförbund.

## Förbundskaptener
- Helena Costa (2010–2012)
- Monika Staab (2012–2014)
- Mahnaz Amir Shaghaghi (–idag)